# Структура армии Шри-Ланки
Главой сухопутных войск Шри-Ланки является командующий армией, в настоящее время генерал-лейтенант Джагат Джаясурия. Ему помогает начальник штаба армии генерал-майор Дж. А.Чандрасири. Комендант сил волонтёров является главой армии волонтёров (резерва армии Шри-Ланки) и отвечает за управление всеми резервными частями и набор личного состава. Штаб армии, расположенный в Коломбо, является главным административным и оперативным органом армии Шри-Ланки.
Генеральный штаб армии создаёт и контролирует штабы армий, подразделений, которые создаются время от времени в соответствии с различными требованиями к безопасности и ситуации в стране и на море. Армия в настоящее время развернута до 12 дивизий, 7 целевых групп и нескольких отдельных бригад. За исключением 11-й дивизии, базирующейся в кантонменте Панагода, которая отвечает за защиту столицы страны, все другие дивизии, целевые группы и бригады развернуты в северных и восточных провинциях Шри-Ланки, подчиняясь шести региональным командованиям, называемыми «штаб-квартирами сил безопасности». Это штаб-квартира сил безопасности «Джафна» (SFHQ-J), «Ванни» (SFHQ-W), «Восток» (SFHQ-E), «Килиноччи» (SFHQ-KLN), «Муллайттиву» (SFHQ-MLT) и «Юг» (SFHQ-S).
Каждая штаб-квартира сил безопасности (SFHQ) и большинство дивизий управляются генералами в ранге генерал-майора. SFHQ включает в себя несколько дивизий, делящихся, в свою очередь, на бригады. Каждую бригаду возглавляет бригадир. Она состоит из нескольких пехотных батальонов, войск боевого обеспечения (артиллерийские войска, инженерные войска и войска связи) и войск тылового обеспечения (корпуса боеприпасов, инженеров-электриков и механиков, корпуса поддержки и др.), точный состав бригады зависит от возложенных на неё задач. Есть также несколько отдельных бригад (аэромобильная бригада, танковая бригада и др.)
В других частях страны существуют региональные и субрегиональные штабы. Танковые, инженерные, артиллерийские войска и войска связи представлены при штабах бригадами. Например: артиллерийская бригада, бригада связи и так далее.
Ниже приведён список всех боевых подразделений армии Шри-Ланки.

## Штаб-квартиры сил безопасности[3]
Штаб-квартира сил безопасности - Джафна (SFHQ-J)
- 51-я дивизия, базируется в Джафне
- 52-я дивизия, базируется на полуострове Джафна
- 55-я дивизия, базируется на военной базе Элефант Пасс в окрестностях Джафны[3]

Штаб-квартира сил безопасности - Ванни (SFHQ-W)
- 56-я дивизия, действует в округе Вавуния
- 61-я дивизия, действует в округе Вавуния
- 21-я дивизия
- Штаб региона Маннар, Маннар

Штаб-квартира сил безопасности - Восток (SFHQ-E)
- 22-я дивизия, базируется в Тринкомали[4]
- 23-я дивизия, базируется в Поонани в округе Баттикалоа[5]

Штаб-квартира сил безопасности - Килиноччи (SFHQ-KLN)
- 57-я дивизия, действует в округе Килиноччи
- 66-я дивизия, действует в округе Килиноччи
- 68-я дивизия, действует в округе Килиноччи
- Task Force 3, действует в округе Килиноччи
- Task Force 7, действует в округе Килиноччи

Штаб-квартира сил безопасности - Муллайттиву (SFHQ-MLT)
- 59-я дивизия, действует в округе Муллайтиву
- 64-я дивизия, действует в округе Муллайтиву
- 65-я дивизия, базируется в Тхунукаи, в округе Муллайтиву
- Task Force 2, действует в округе Муллайтиву

Штаб-квартира сил безопасности - Юг (SFHQ-S)
- Оперативная команда Коломбо, базируется в Коломбо
- 11-я дивизия, базируется в Кантонмент Панагода в Западной провинции
  - 111-я бригада «Канди»
- Штаб региона Хамбантота, Хамбантота
- Штаб региона Галле, Галле
- Штаб региона Дийяталава, Дийяталава
- Штаб субрегиона Ратнапура, Ратнапура
- Штаб субрегиона Курунегала, Курунегала

## Отдельные подразделения

### Отдельные дивизии
- 53-я дивизия, базируется в Маанкулам[3]
- 58-я дивизия, базируется в Парантхан (официально называют Task Force 1)[3]

### Отдельные бригады
- Аэромобильная бригада
- Мотопехотная бригада
- Бронетанковая бригада
- Бригада специальных сил
- Бригада коммандос
- Артиллерийская бригада
- Инженерная бригада
- Бригада связи

## Расформированы
- 54-я дивизия, базировалась в Элефант Пасс[9]
- 2-я дивизия
- 3-я дивизия